# Диоген (византијски епископ)
Диоген (грч. Διογένης), је био шести по реду епископ Бизанта.
Након што је заменио епискпа Седекиона, био је на епископском трону петнаест година, од 114. до 129. године. Његово служење обележено је прогоном хришћана од стране римских царева Трајана и Хадријана. Врло мало се зна о животу епископа Диогена.
Умро је 129. године. Након смрти, сахрањен је у крипти саборног храма у Аргироуполису.